# Giovanni Mazzarino
Giovanni Mazzarino (* 26. Mai 1965 in Messina) ist ein italienischer Jazzpianist und Bandleader.

## Leben und Wirken
Giovanni Mazzarino begann schon als fünfjähriger autodidaktisch Klavier zu spielen; von 1973 bis 1975 hatte er klassischen Unterricht, verlagerte dann seine Interessen auf Jazz, insbesondere den der amerikanischen Swingorchester. Von 1980 bis 1985 schrieb er erste Arrangements für Aufnahmestudios; 1986 studierte er Orchestrierung und Arrangement an der Berklee School of Music in Boston, dann in Perugia im Rahmen von Umbria Jazz.
In den 1990er Jahren arbeitete er mit zahlreichen Musikern der italienischen Jazzszene, u. a. mit Enzo Randisi. 1990/91 war er Mitglied des „Orchestra Jazz Siciliana“; 1991 entstand ein erstes Album unter eigenem Namen,Silence, Please für das Splas(c)h-Label, an dem u. a. Flavio Boltro mitwirkte. 1993 spielte er auf dem International Festival von San Marino in den „Jazz Italian All Stars“ mit Lino Patruno und Romano Mussolini.
1995 begann seine Zusammenarbeit mit dem Sänger Joan Cartwright. Seit 1997 unterrichtet er Harmonielehre und Jazz-Piano an der Musikhochschule von Caltanissetta. 1998 ging er mit Randy Brecker auf Tournee und nahm mit ihm und seinem eigenen Trio das Album Live at Brass Jazz Club auf; anschließend tourte er mit seinem East Quartett aus Eddie Henderson, Mike McGuirk und Eliot Zigmund. 1999 begann seine Zusammenarbeit mit dem Sänger Mark Murphy; er arbeitet seitdem mit dessen „Mark Murphy European Quintet“ und seinem „Giovanni Mazzarino Quartet“ mit dem Tenorsaxophonisten Francesco Bearzatti, dem Bassisten Stefano Senni und dem Schlagzeuger Paolo Mappa (Plays Ballads) Im Jahr 2000 arbeitete er mit Tom Harrell; 2001 ging er im Trio mit Steve Swallow und Adam Nussbaum auf Tournee. 2002 bildete er ein Quartett mit dem Trompeter Fabrizio Bosso, mit dem das Album Evening in Blue entstand; mit Swallow und Nussbaum folgte das Album Nostalgia auf Splash Records.
Mazzarino arbeitete im Laufe seiner Karriere außerdem u. a. mit Franco Ambrosetti, Claudio Fasoli, Roberto Gatto, Rosario Giuliani, Massimo Urbani, Lester Bowie, Jimmy Cobb, Silvia Droste, Bobby Durham, Dusko Goykovich, Mick Goodrick, Bob Mintzer, Kurt Rosenwinkel, Bucky Pizzarelli, Valery Ponomarev und Tony Scott zusammen.

## Diskographische Hinweise
- Silence Please (Splas(c)h, 1991)
- Thinking Miles (RAM, 1994)
- I Remember Miles (Anaglyphos Records, 1997)
- Plays Ballads (Philology, 1999)
- Beautiful Child (Philology, 2000)
- Live in Taormina – Giovanni Mazzarino Trio feat. George Robert
- The Cyclone
- Live at Blue Note Milan – Mark Murphy & Giovanni Mazzarino Trio